# Peix zebra
El peix zebra (Danio rerio) és un peix tropical classificat a la família dels ciprínids. És un conegut peix d'aquari i un important -i cada vegada més utilitzat- organisme model en la investigació científica. El peix zebra és adscrit al gènere Danio i està relacionat amb el Danio kyathit.

## Distribució
El peix zebra és nadiu del sud-est de l'Himàlaia,
concretament al riu Ganges, a la regió est de l'Índia. També es troba nativament al Pakistan, Bangladesh, el Nepal i Myanmar. Habita els canals, preses, assuts, séquies i basses de conreu d'arròs.
Va ser introduït com a peix d'aquariofília al Japó, als Estats Units i a Austràlia. També ha estat observat a Colòmbia, presumiblement a partir d'una fuga des d'un aquari. Actualment és considerat una espècie cosmopolita.

## Morfologia
Rep el seu nom per les seues cinc bandes uniformes pigmentades de color blau fosc que té als dos costats del cos. Els mascles tenen forma de torpede i bandes daurades entre les ratlles blaves. Les femelles tenen una panxa més gran i el color entre les bandes blaves més platejades. Creix fins als 6,4 cm. És capaç de produir entre 300 i 500 ous per posta. Recentment, s'han posat en venda varietats transgèniques amb uns colors molt vistosos a conseqüència de les proteïnes fluorescents que produeixen, aquestes poden ser: GFP, proteïna fluorescent roja, i proteïna fluorescent groga. Aquesta varietat transgènica està patentada i té el nom de GloFish, a més és el primer organisme transgènic utilitzat com a mascota. Altres varietats són la golden, sandy, longfin i leopard.
El Leopard danio, anteriorment conegut com a Danio frankeri, és una mutació del Danio rerio causada per la pigmentació d'aquest. La forma xanthistic de les formes de les taques (zebra i lleopard), han estat obtingudes per reproducció selectiva.

## Manteniment en captivitat
El peix zebra és considerat un peix prou resistent i perfecte per als principiants en aquaris. És fàcil de mantenir i, fins i tot, de reproduir, és considerat bell i barat, factors que l'han popularitzat. Creix ràpidament entre els 22 °C i 27 °C. Menja cucs, crustacis xicotets i larves d'insectes. Té un caràcter amigable i no es mostra violent amb altres espècies als aquaris. D'altra banda és susceptible de ser atacat per diverses malalties com ara Oodinium, Microsporidia (Pseudoloma neurophilia) i els bacteris del gènere Mycobacterium. Pot arribar a viure 5 anys.
Necessita un PH neutre, sempre ha d'estar el voltant de 6,7 o 8.

## Organisme model per a la investigació i els estudis genètics

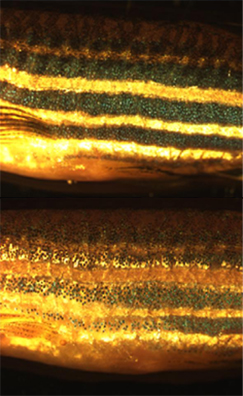
Els cromatòfors del peix zebra, mostren variacions per adaptació (camuflatge), són estudiats pels científics.

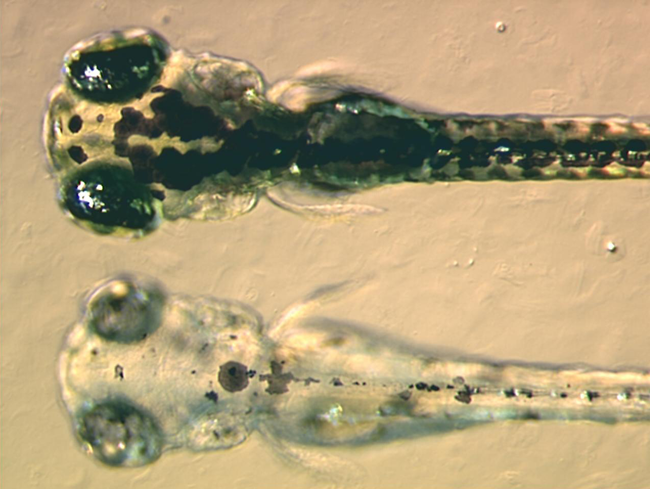
Un peix zebra de pigmentació mutant. El mutant anomenat "bleached blond" (a baix) va ser produït per mutagènesi d'inserció. Els embrions de la imatge tenen 4 dies. El mutant té falta de pigmentació per un defecte en la síntesi dels melanòcits que produeixen la melanina.

Aquest peix és un comú i útil organisme model en l'estudi del desenvolupament embrionari dels vertebrats, en estudis genètics i en fisiologia. Actualment està suplantant a altres models vertebrats superiors com les rates i els ratolins de laboratori, degut al rebuig social a aquesta pràctica d'experimentació. El primer investigador que va utilitzar aquesta espècie fou George Streisinger de la Universitat d'Oregon als Estats Units, que va establir el peix zebra com a organisme model. La seva importància es va consolidar mitjançant pantalles genètiques de tecnologia avançada a gran escala (comunament conegudes com les pantalles de Tübingen / Boston). La revista universitaria The Scholarly Journal va dedicar un tema a la recerca de l'ús del peix en la celebració d'aquest fita. Ara mateix existeix una base de dades amb informació genética, genómica i amb informació del desenvolupament del Peix zebra anomenat ZFIN (Zebrafish Information Network). A més el D. Rerio és una de les poques espècies que han viatjat a l'espai.
L'estudi del desenvolupament del peix zebra proporciona diversos avantatges davant d'altres organismes model. Tot i que, en general, el temps de generació del peix zebra és comparable al del ratolí, els embrions del peix zebra desenvolupen ràpidament, passant d'ous a larves per sota dels tres dies. Els embrions són grans, robustos i transparents i es desenvolupen externament a la mare, les característiques que els faciliten la manipulació experimental i l'observació. La seva mida quasi constant durant el desenvolupament primerenc, facilita la simple tinció tècniques i fàrmacs que es poden administrar afegint-los directament a l'aquari. Els ous no fertilitzats es poden fer servir per dividir-se i fusionar-se per formar un embrió a partir de dues cèl·lules, creant un embrió totalment homozigot.
Una tècnica comuna de genètica inversa és reduir l'expressió de gens o modificar l'entroncament en peix zebra, utilitzant la tecnologia antisentit Morpholino. Els oligonucleòtids morfolins són macromolècules sintètiques estables que contenen les mateixes bases que l'ADN o l'ARN. En unir-se a seqüències d'ARN complementàries, redueixen l'expressió de gens específics. La revista Genesis va dedicar un tema a la investigació utilitzant oligos morfolins, principalment en D. rerio. Els oligonucleòtids morfolins poden injectar-se en una cèl·lula d'un embrió de peix zebra després de l'etapa de 32 cèl·lules, produint un organisme en el qual l'expressió gènica es redueix només a les cèl·lules que descendeixen de la cèl·lula injectada. No obstant això, les cèl·lules en l'embrió primerenc (<32 cèl·lules) són interpermeables a molècules grans, el que permet la difusió de morfolins entre les cèl·lules. Un problema conegut amb la destrucció de gens en el peix zebra és que, pel fet que el genoma es va duplicar després de la divergència dels peixos amb aletes radiades i els peixos amb aletes lobulades, no sempre és fàcil silenciar l'activitat d'un dels paralogs de dos gens de manera fiable a causa de la complementació per l'altre paralog.
Tot i les complicacions del genoma del peix zebra, hi ha diverses plataformes globals disponibles comercialment per a l'anàlisi de l'expressió de gens mitjançant microformacions i la regulació del promotor utilitzant ChIP-on-xip.
El peix zebra té l'habilitat de regenerar les aletes, la pell, el cor i el cervell (en estadis larvals). També s'ha descobert la capacitat de regeneració que tenen els seus fotoreceptors i cèl·lules retinals. Els mecanismes d'aquestes regeneracions no són coneguts encara, però actualment estan sent estudiats. Els investigadors freqüentment tallen les aletes de la cua dorsal i ventral i analitzen la seva reculada per provar les mutacions. Aquesta investigació està liderant la comunitat científica en la comprensió dels mecanismes de curació / reparació en els vertebrats.

## Investigacions recents
A desembre de 2005, un estudi de la varietat golden va identificar el gen SLC24A5 com a responsable de la pigmentació, ja que produeix un producte imprescindible per a la producció de la melanina, i també van confirmar la seua funció amb bloqueig amb morfolina. El gen homòleg en humans va ser caracteritzat gràcies a aquest descobriment. Gràcies a ell existeix la diferència de pigmentació entre la pells de les races caucàsiques i negroides. Aquest estudi va aparèixer a la portada de la revista Science i va demostrar el poder del peix zebra com a organisme model en el, relativament, nou camp de la genètica comparativa.
En gener del 2007, investigadors xinesos de la Universitat Fudan van desenvolupar un peix transgènic que podia detectar la contaminació per estrogens als llacs i rius, demostrant a les autoritas xineses ambientals la necessitat de treure les substàncies de l'aigua que està molt vinculada a la infertilitat masculina. Song Houyan i Zhong Tao, professors del laboratori de medicina molecular de Fudan, van trigar tres anys, clonant exemplars sensibles als estrògens i injectant-los als ous fèrtils del peix zebra. El peix modificat es tornava verd quan es posava en contacte amb l'aigua barrejada amb estrògens.
L'1 d'agost de 2007, investigadors del University College de Londres van fer proliferar al laboratori un tipus de cèl·lula mare trobada als ulls dels peixos, i dels mamífers que desenvolupa en neurones a la retina. Aquesta cèl·lula pot ser injectada a l'ull per tractar diferents malalties, que provoquen que les neurones de la retina estiguin malmeses — quasi totes les malalties dels ulls, incloent la degeneració macular, el glaucoma i la ceguesa per diabetis. Els danys fets a la retina (part de l'ull que envia els missatges al cervell) són els responsables de la majoria de casos de ceguesa. Els investigadors van estudiar les cèl·lules glials als ulls dels humans d'entre 18 mesos i 91 anys, i van trobar possible el seu desenvolupament a tots els tipus de neurones trobades a la retina. Les cèl·lules van ser provades en rates amb malalties per la retina, i van transformar-se en cèl·lules retinals sanes. En l'actualitat l'equip investigador està treballant en el mateix projecte aplicat en humans.
Des del febrer de 2008, investigadors de l'Hospital Infantil de Boston estan criant peixos zebra amb la intenció d'estudiar els seus embrions transparents, concretament per estudiar els mecanismes de generació de malalties com el càncer.